# Baseboll vid olympiska sommarspelen
Baseboll hade sin inofficiella debut vid olympiska sommarspelen 1904 och har en lång historia som demonstrationssport i olympiska sommarspelen. Till olympiska sommarspelen 1992 i Barcelona röstade dock Internationella olympiska kommittén (IOK) ja till att ge sporten medaljstatus. Tävlingarna arrangerades 1992–2008 av International Baseball Federation (IBAF) och 2020 av World Baseball Softball Confederation (WBSC).

## Historia
Olympisk baseboll var med första gången 1904, även om mycket litet finns inspelat, och sporten endast var en demonstrationssport. Åtta år senare i Stockholm vann USA över Sverige med förkrossande 13–3. 1936 i Berlin spelade två amerikanska lag mot varandra. 1952 i Helsingfors spelades boboll (finsk baseboll) av två finska lag. Australien spelade en match mot USA 1956 i Melbourne och Japan gjorde likadant 1964 i Tokyo.
Baseboll blev en officiell olympisk sport 1992, varvid åtta lag deltog. Vid dessa spel och vid olympiska sommarspelen 1996 i Atlanta tilläts endast amatörer att delta.
Vid ett IOK-möte i juli 2005 röstades baseboll och softboll ut ur olympiska sommarspelen 2012 i London. Det var första gången som en sport röstades ut ur olympiska spelen sedan hästpolo röstades ut inför olympiska sommarspelen 1936. IOK bekräftade beslutet i februari 2006. IOK beslutade senare att baseboll och softboll inte heller skulle vara med vid olympiska sommarspelen 2016 i Rio de Janeiro, olympiska sommarspelen 2020 i Tokyo eller olympiska sommarspelen 2024 i Paris.
I augusti 2016 beslutade dock IOK att baseboll och softboll skulle återföras till det olympiska programmet till olympiska sommarspelen 2020 i Tokyo.

## Kvalifikation
Värdnationen garanterades alltid en plats i den olympiska basebollturneringen. De andra platserna bestämdes oftast av kontinentala kvalificeringstävlingar. Till 2008 fick Amerika två platser, Europa en och Asien en. De övriga tre platserna gavs till de tre bästa nationerna vid en åttalagsturnering efter de kontinentala tävlingarna. De tredje och fjärde bästa amerikanska, andra och tredje europeiska, andra och tredje asiatiska, bästa afrikanska och bästa oceaniska lagen tävlade i denna turnering. Detta kvalifikationssystem var nytt för 2008. Det skapades efter hård kritik mot det förra systemet som missgynnade Amerika, där många av de bästa nationerna i världen fanns.

## Medaljörer
| Spel           | Guld     | Silver     | Brons                   |
| Barcelona 1992 | Kuba     | Taiwan     | Japan                   |
| Atlanta 1996   | Kuba     | Japan      | USA                     |
| Sydney 2000    | USA      | Kuba       | Sydkorea                |
| Aten 2004      | Kuba     | Australien | Japan                   |
| Peking 2008    | Sydkorea | Kuba       | USA                     |
| Tokyo 2020     | Japan    | USA        | Dominikanska republiken |

## Medaljtabell
| Medaljfördelning |                         |      |        |       |        |
| Placering        | Nation                  | Guld | Silver | Brons | Totalt |
| 1                | Kuba                    | 3    | 2      | 0     | 5      |
| 2                | Japan                   | 1    | 1      | 2     | 4      |
| 2                | USA                     | 1    | 1      | 2     | 4      |
| 4                | Sydkorea                | 1    | 0      | 1     | 2      |
| 5                | Australien              | 0    | 1      | 0     | 1      |
| 5                | Taiwan                  | 0    | 1      | 0     | 1      |
| 7                | Dominikanska republiken | 0    | 0      | 1     | 1      |

## Deltagande nationer
Följande 18 nationer har varit med i basebollturneringarna en eller flera gånger. Siffran i tabellen visar vilken plats laget kom på i varje tävling.
| Nation                  | 1992 | 1996 | 2000 | 2004 | 2008 | 2020 | År |
| ----------------------- | ---- | ---- | ---- | ---- | ---- | ---- | -- |
| Australien              |      | 7    | 6    | 2    |      |      | 3  |
| Dominikanska republiken | 6    |      |      |      |      | 3    | 2  |
| Grekland                |      |      |      | 7    |      |      | 1  |
| Israel                  |      |      |      |      |      | 5    | 1  |
| Italien                 | 7    | 6    | 7    | 8    |      |      | 4  |
| Japan                   | 3    | 2    | 4    | 3    | 4    | 1    | 6  |
| Kanada                  |      |      |      | 4    | 6    |      | 2  |
| Kina                    |      |      |      |      | 8    |      | 1  |
| Taiwan                  | 2    |      |      | 5    | 5    |      | 3  |
| Kuba                    | 1    | 1    | 2    | 1    | 2    |      | 5  |
| Mexiko                  |      |      |      |      |      | 6    | 1  |
| Nederländerna           |      | 5    | 5    | 6    | 7    |      | 4  |
| Nicaragua               |      | 4    |      |      |      |      | 1  |
| Puerto Rico             | 5    |      |      |      |      |      | 1  |
| Sydafrika               |      |      | 8    |      |      |      | 1  |
| Sydkorea                |      | 8    | 3    |      | 1    | 4    | 4  |
| Spanien                 | 8    |      |      |      |      |      | 1  |
| USA                     | 4    | 3    | 1    |      | 3    | 2    | 5  |
| Totalt, nationer        | 8    | 8    | 8    | 8    | 8    | 6    |    |